# 이병훈 (시인)
이병훈(李炳勳, 1925년 4월 15일 ~ 2009년 2월 15일)은 전라북도 옥구 출생으로 현대 시인이다. 그는 1956년 6월에 창간된 월간 순문예지인 자유문학에 〈단층(斷層)〉(59), 〈흰줄기의 길〉(59), 〈길〉(60) 등으로 추천을 받았다. 그 후 그는 시인 활동과 같이 언론계에 종사하였다. 한국문인협회, 외솔회, 한국시인협회에 소속되어 있다.

## 주요 작품
- 단층(斷層)
- 학(鶴)
- 굴비
- 달팽이 행색(行色)
- 평년(平年)